# Serpentine (West-Australië)
Serpentine is een plaats in de regio Peel in West-Australië. Het ligt langs de South Western Railway en de South Western Highway, 55 kilometer ten zuidoosten van Perth.

## Geschiedenis
De oorspronkelijke bewoners van de streek waren de Whadjuk en vermoedelijk ook de Bindjareb Nyungah Aborigines.
Vanaf de jaren 1830 bestond er een onofficiële nederzetting, daar waar de rivier Serpentine met een weg kruiste. Thomas Peel naar wie de regio vernoemd werd vestigde zijn Serpentine Farm op de oevers van de rivier in 1840. Vanaf de jaren 1849 vestigden er zich meer kolonisten in de streek doordat de overheid een immigratieprogramma subsidieerde. In 1859 werd een schooltje gebouwd dat Serpentine Bridge School werd genoemd. Richard en Hannah Baldwin bouwden er in de jaren 1870 een huis voor hun gezin. Het deed dienst als postkantoor en halteplaats voor de postkoetsen van Cobb & Co tussen 1887 en 1893. In 1889 werd een nieuw schooltje gebouwd wegens de slechte toestand van het oude schooltje. In 1902 werd voor de derde keer een nieuw schooltje gebouwd.
De opening in 1893 van de South Western Railway, 14 kilometer ten westen van de rivierkruising, deed de nederzetting langzaam leeglopen. De herberg Old Serpentine Inn verhuisde naar een tijdelijk onderkomen nabij de spoorweg. In december 1893 werd Serpentine officieel gesticht. Het werd vernoemd naar de rivier die haar naam kreeg vanwege haar vorm. De streek stond tot 1896 onder het bestuur van de Canning Road Board. In 1896 werd de Serpentine Road Board opgericht. In 1902 werd de Jarrahdale Road Board gevormd. Ongeveer tien jaar later, in 1913, zouden beide besturen fusioneren. Serpentine telde 128 inwoners in 1898.
In 1903 werd begonnen met de bouw van een nieuw hotel ter vervanging van de tijdelijke Old Serpentine Inn. Het kreeg de naam Serpentine Falls Hotel. De bevolking van Serpentine groeide, vooral door een Group Settlement Scheme na de Eerste Wereldoorlog. Arthur Middleton zag opportuniteiten in de bevolkingsgroei. Hij begon een winkel met een belendend theesalon. Middleton werd later de initiatiefnemer voor de bouw van een dam. De dam werd aan de achterkant van de Serpentine Falls gebouwd om het plaatsje van water te voorzien. De familie zou de winkel nog tot 1982 openhouden.
In juli 1961 werd de Road Board vervangen door het lokale bestuursgebied Shire of Serpentine-Jarrahdale.

## Beschrijving
Het district waar Serpentine deel van uitmaakt is een van de snelst groeiende districten van de staat. De belangrijkste economische sectoren zijn de bouw, landbouw en de paardenindustrie. Het toerisme groeit maar er zijn te weinig toeristische trekpleisters. De meerderheid van de werkende bevolking werkt buiten het district.
Serpentine telde 2.863 inwoners in 2021 tegenover 763 in 2006.
Perth's weerradar is gevestigd in Serpentine.

## Toerisme
- Het nationaal park Serpentine met de Serpentine Falls (een waterval) is een toeristische trekpleister. Het heeft twee wandelpaden : Baldwins Bluff (6 km) en Kittys Gorge Trail (14 km).[2]
- Het boeddhistische klooster Bodhinyana kan bezocht worden.[15]
- Het Hugh Manning Tractor & Machinery Museum stelt een zestigtal tractors en evenveel machines tentoon.[16]

## Transport
Serpentine is een stopplaats op de South Western Railway.
Het ligt langs de South Western Highway. Deze weg maakt vanaf Bunbury deel uit van Highway 1, de autoweg rond Australië.
Serpentine heeft een vliegveld (ICAO:YSEN). Het vliegveld wordt gebruikt door de Sport Aircraft Builders Club. Het heeft drie kilometer start- en landingsbanen en honderd hangaars. Er staan honderdtien sportvliegtuigen gestald.

## Galerij

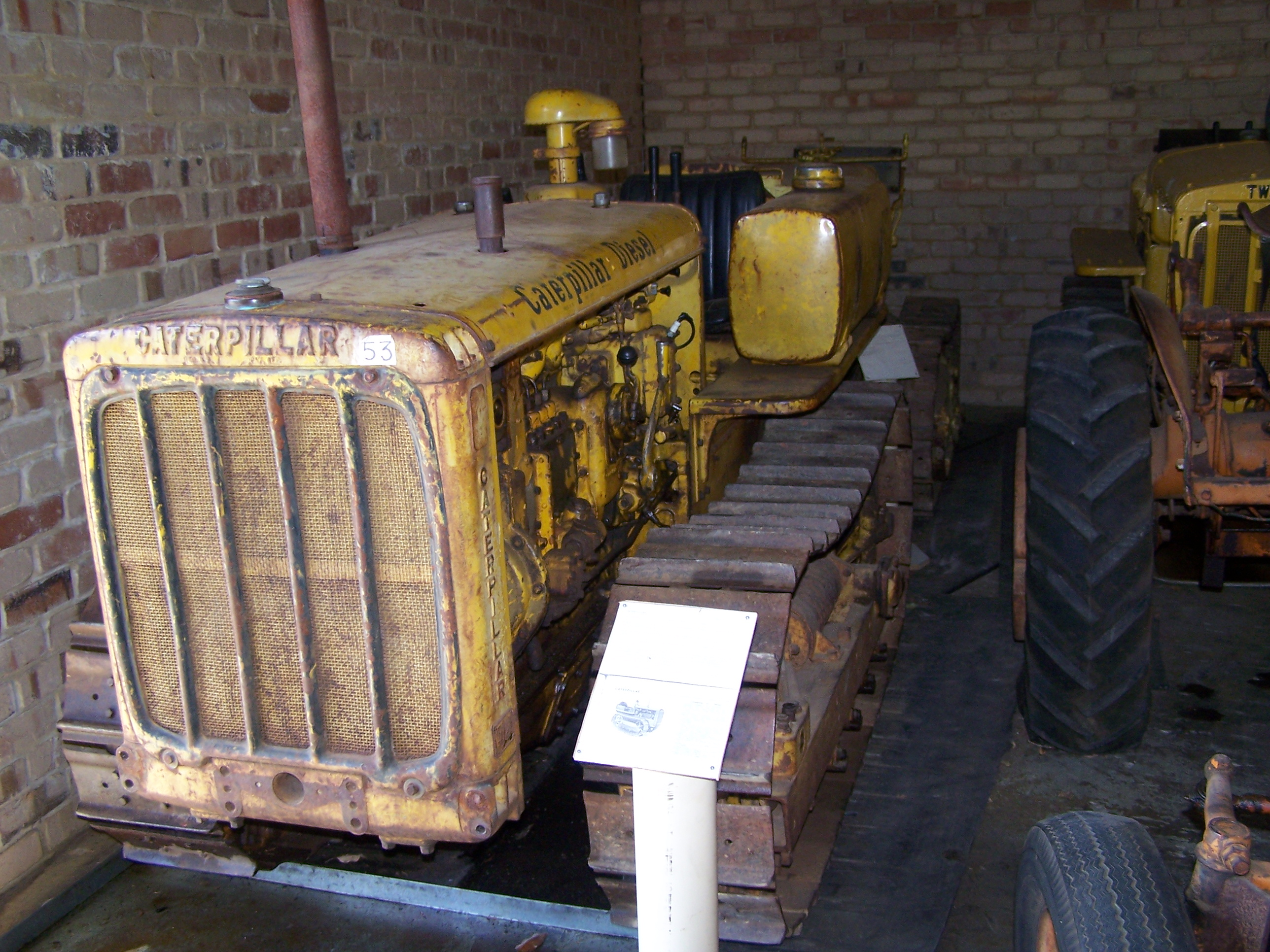
Caterpillar D2
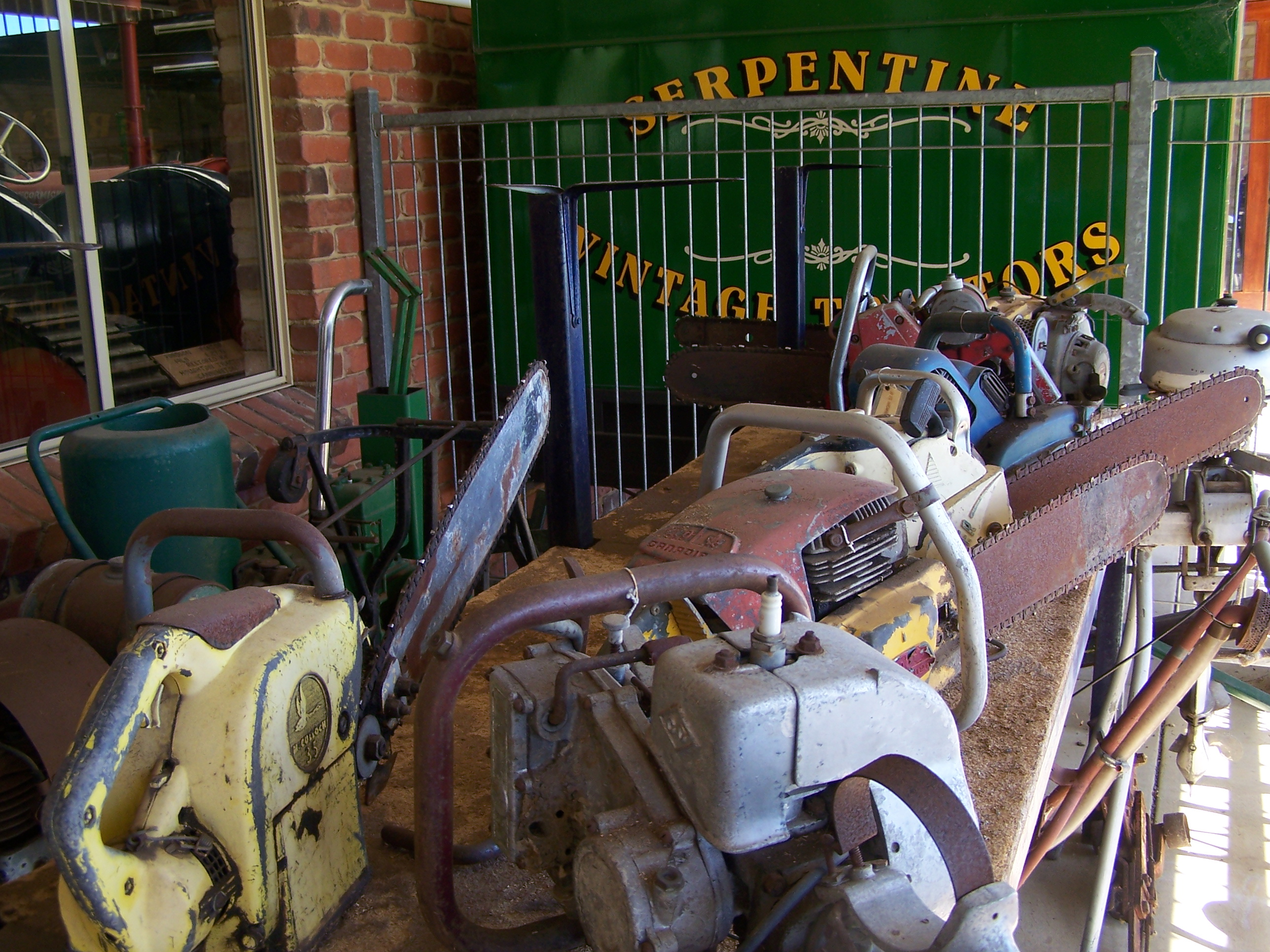
Machinery Museum
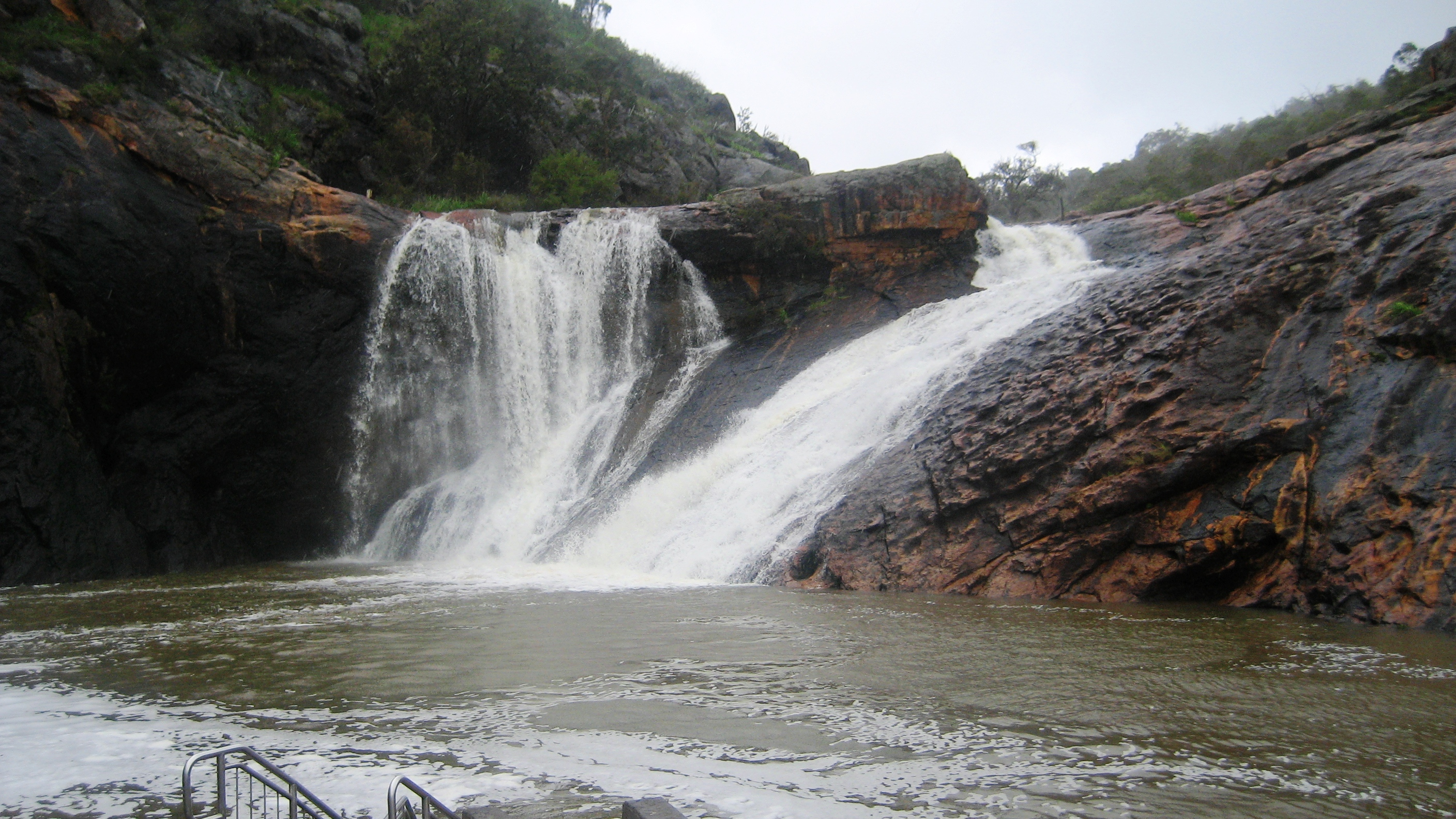
Serpentine Falls
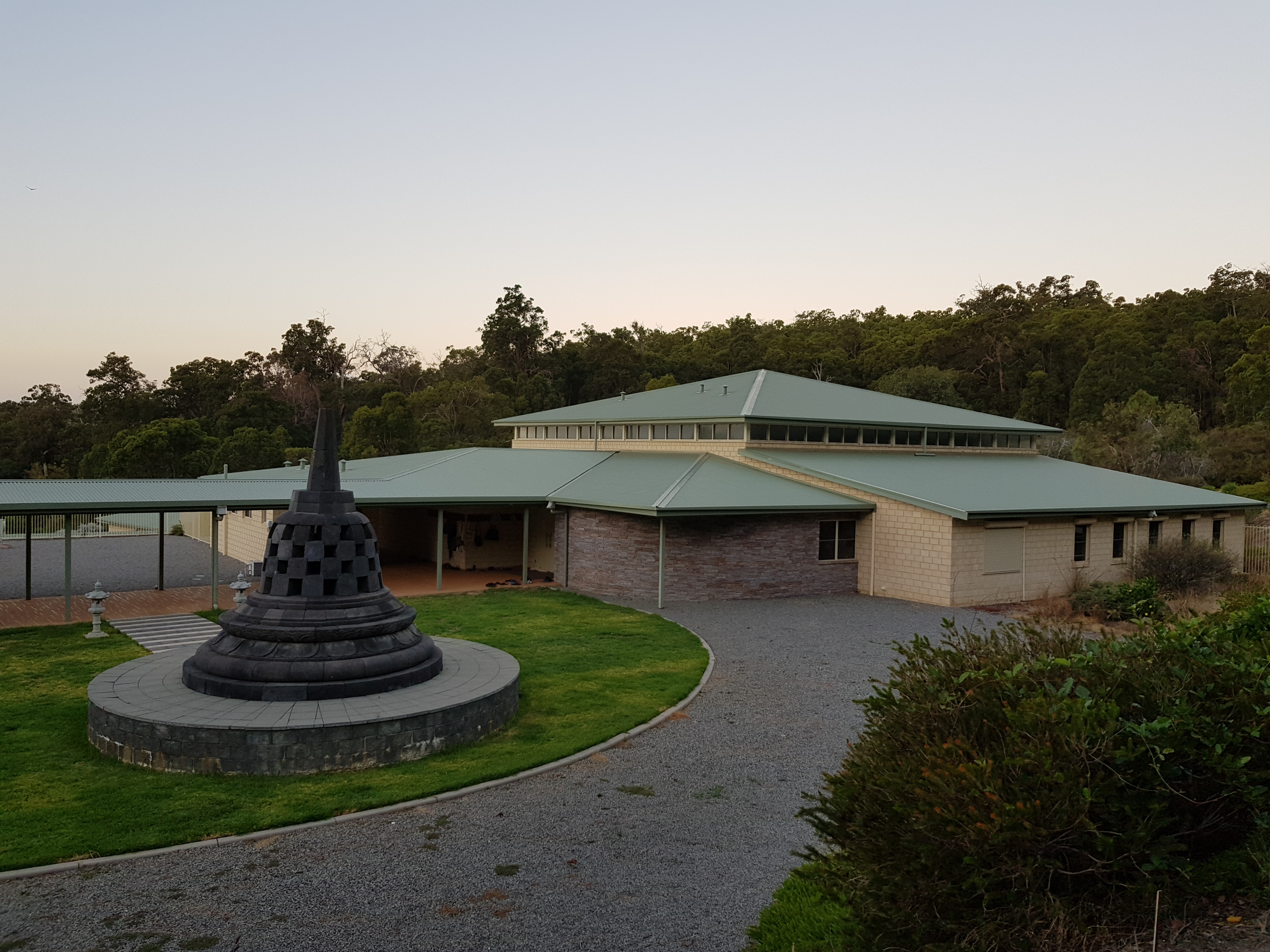
Bodhinyana
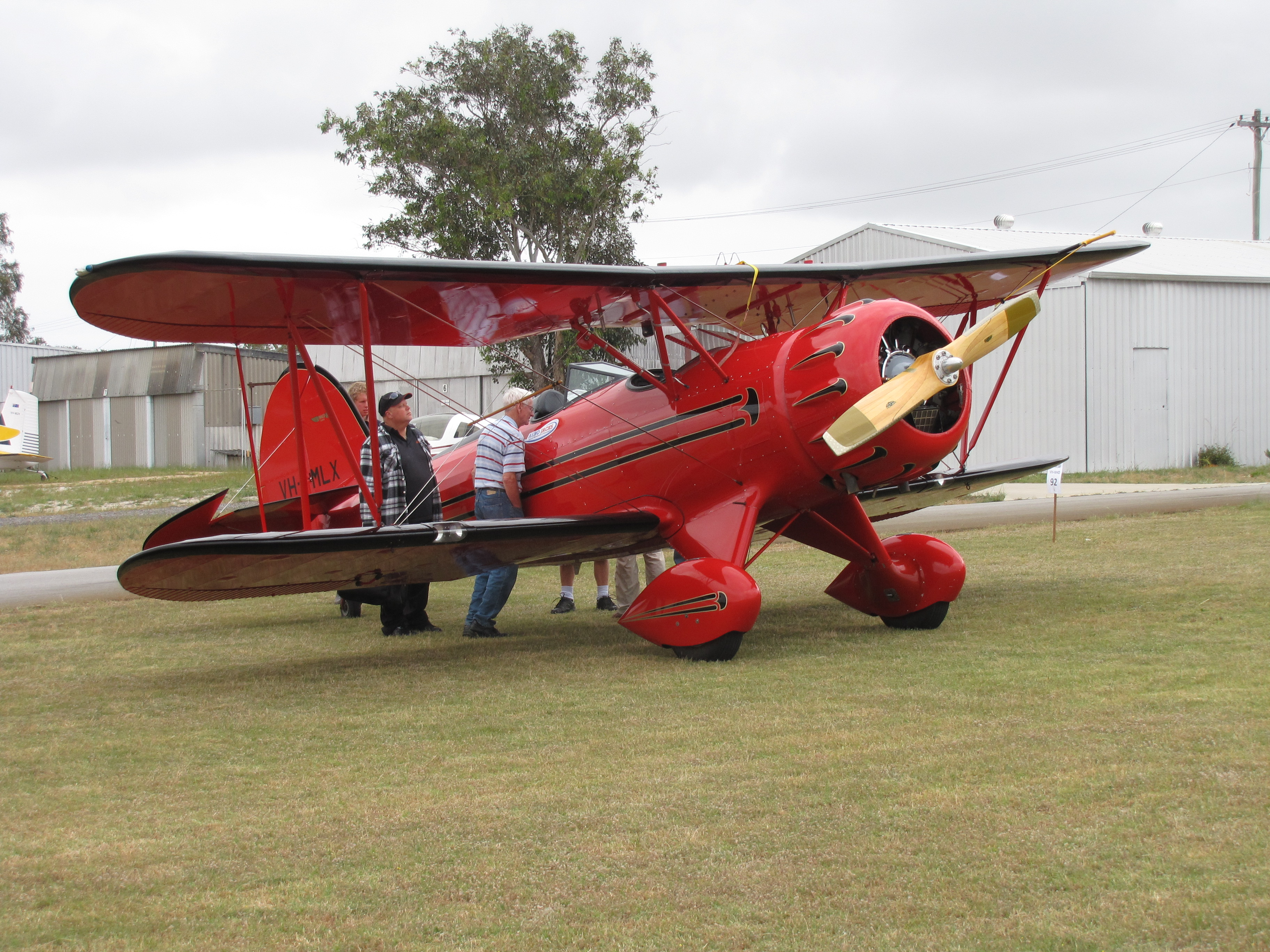
Waco YMF
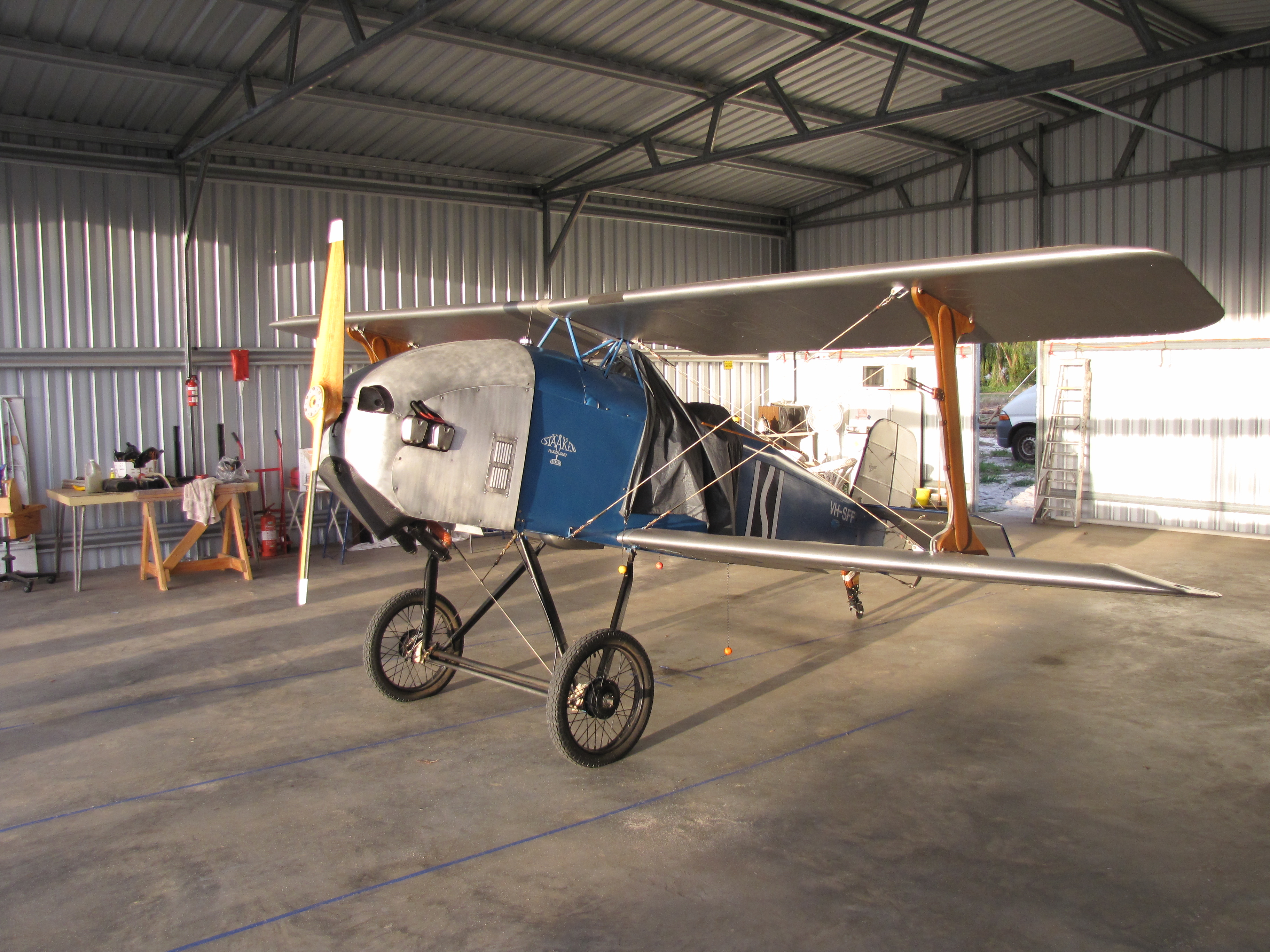
VH-SFF Flitzer